# Sulejman II
Sulejman II (osmańskotur. سليمان ثانى Süleymān-i sānī) (ur. 15 kwietnia 1642, zm. 22 czerwca 1691) – sułtan Imperium Osmańskiego od 1687 do 1691.
Był młodszym bratem Mehmeda IV (1648–1687).
Od czasów Ahmeda I zaprzestano tradycyjnego bratobójstwa, dlatego też większość życia spędził w luksusowej niewoli (w swego rodzaju „złotej klatce” zwanej kafes, będącej częścią pomieszczeń haremu) w Topkapı, wśród kobiet, eunuchów i opiekunów.
Po objęciu władzy usiłował odbudować potęgę Imperium Osmańskiego w wojnie z Ligą Świętą. W sierpniu 1691 w bitwie pod Slankamenem jego dowódca Mustafa Köprülü poniósł kolejną klęskę.
Wcześniej, bo już w czerwcu 1691, Sulejman II zmarł w wyniku choroby serca.